# Plagiochila mexicana
Plagiochila mexicana là một loài rêu trong họ Plagiochilaceae. Loài này được Stephani mô tả khoa học đầu tiên năm 1921.